# Gilles Dyrek
Gilles Dyrek est un comédien et auteur de pièces de théâtre français, né à Paris en 1966. Il est l'auteur de plusieurs pièces de théâtre dont Le Projet, titre provisoire (mis en scène en 1995), Les Modernes (mis en scène en 1999), La Touche étoile (2002) et Venise sous la neige (2003).
En tant que comédien, il a joué dans Fais une pause, on est dimanche, En attendant, Les Vilains ou encore Le Mot (de Victor Hugo).
Il est le fils du comédien français, François Dyrek.

## Théâtre
- 2024 : Aïe d'Attica Guedj, mise en scène de l'auteur, théâtre du Petit Montparnasse
- 2024 : Je m'appelle Georges de Gilles Dyrek, mise en scène de Eric Bu - Festival d'Avignon Off 2024
- 2022: Le retour de richard 3 par le train de 9h24 (auteur et comédien),  Mise-en-scène d’Eric Bu : Festival d’Avignon off 2022 & 2023, Théâtre Actuel La Bruyère et tournée en france, Molières 2023 : Nomination meilleure comédie
- 2022 : GAGNANT - GAGNANT de Gilles Dyrek, (auteur, metteur-en-scène et comédien): Café de la Gare à Paris
- 2015 : NOEL AU BALCON: (auteur, metteur-en-scène et comédien): Création en 2015 au Café de la Gare à Paris, reprise au festival d’Avignon 2016, au théâtre Actuel, Tournée en France 2016-2017, Edité aux Editions de la Traverse
- 2010 : Venise sous la neige de Gilles Dyrek, mise en scène Christian Bujeau, Petit Hébertot (adaptée au cinéma en 2013)